# Secamone astephana
Secamone astephana är en oleanderväxtart som beskrevs av Choux. Secamone astephana ingår i släktet Secamone och familjen oleanderväxter. Inga underarter finns listade i Catalogue of Life.